# 遮光器土偶

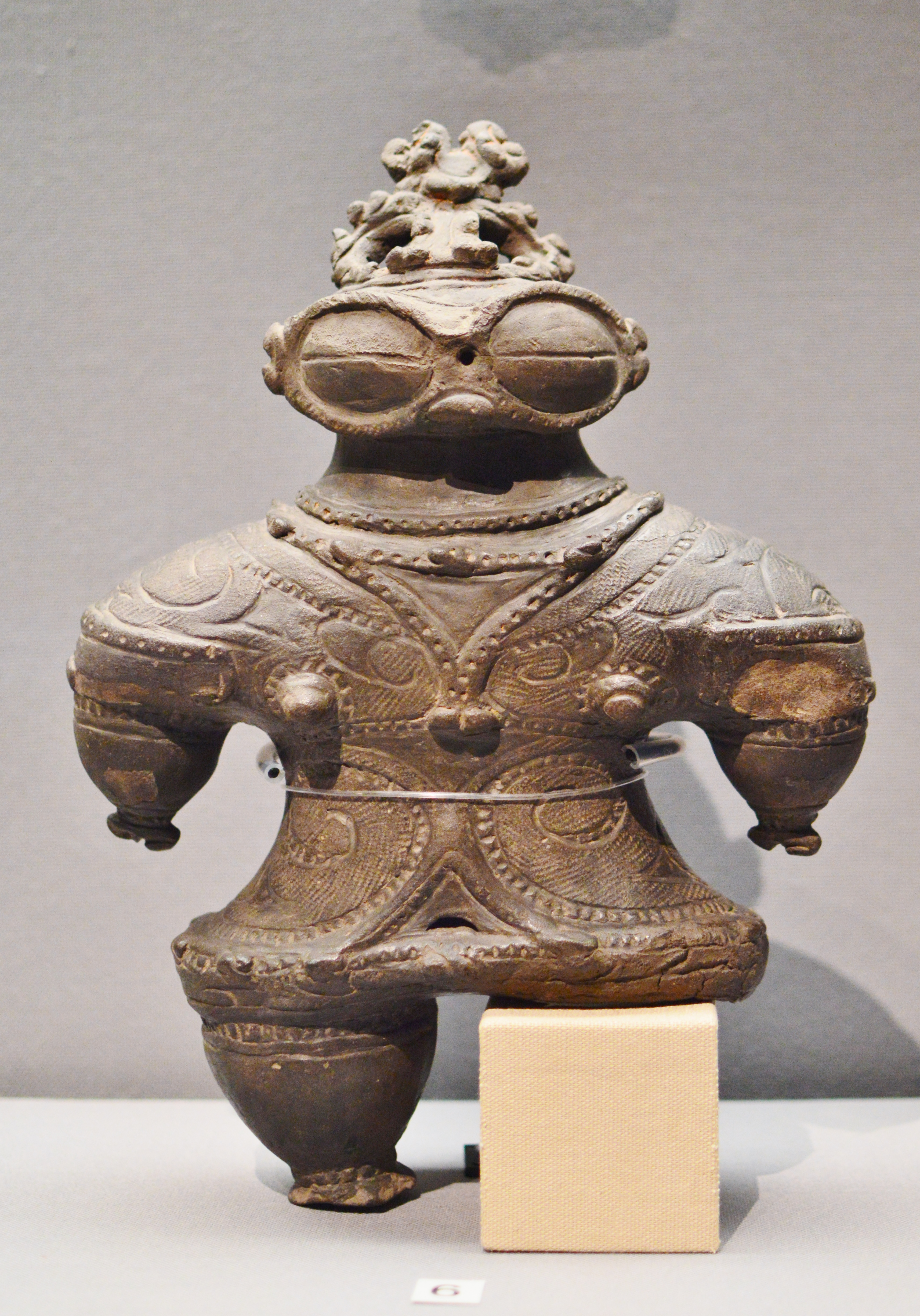
遮光器土偶・1886年(明治19年)青森県亀ヶ岡遺跡出土

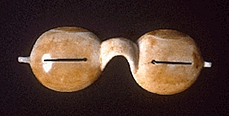
エスキモーが用いた遮光器。

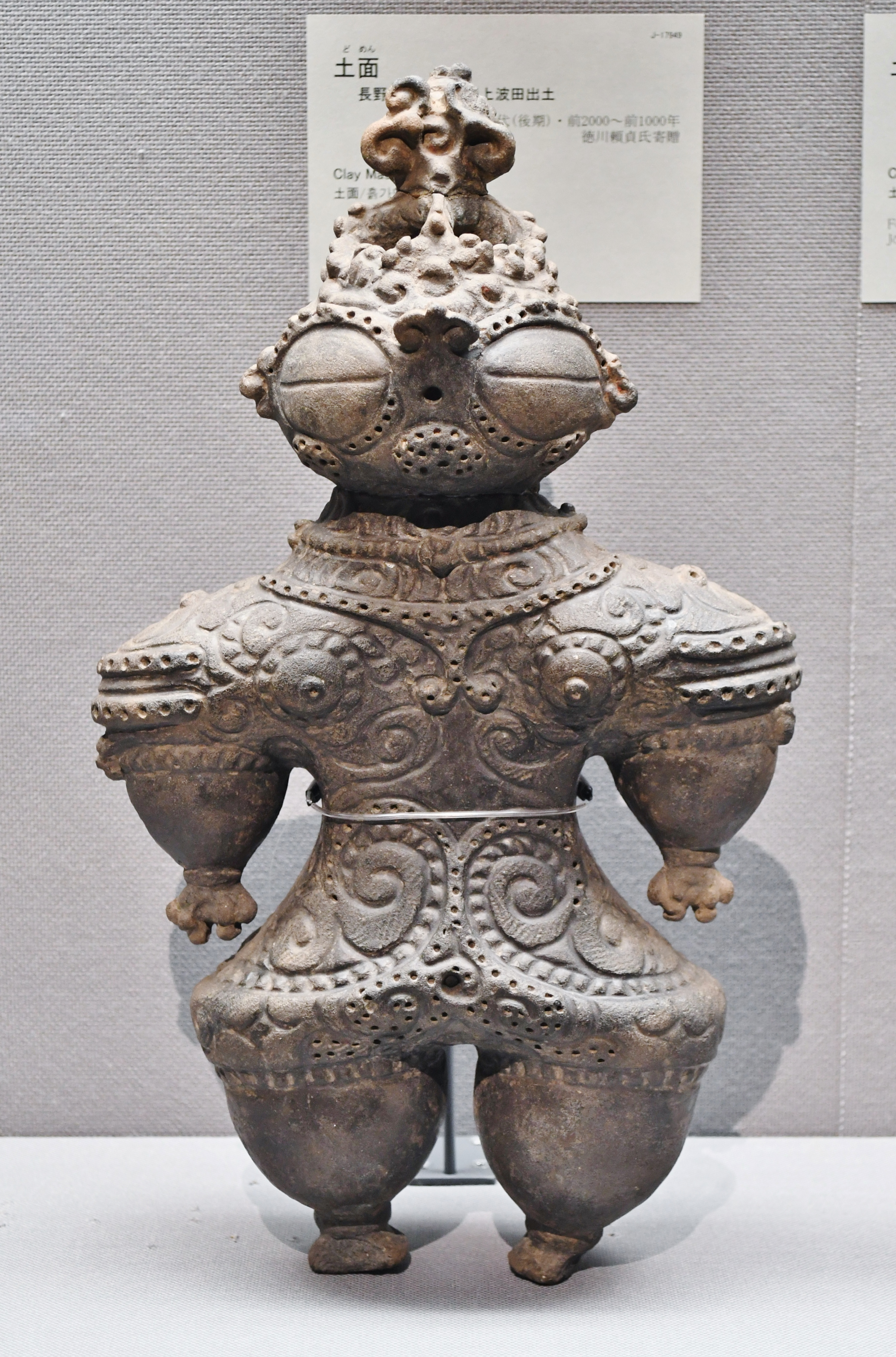
遮光器土偶・宮城県恵比須田遺跡出土

遮光器土偶 （しゃこうきどぐう）は、縄文時代につくられた土偶の一タイプ。一般に「土偶」といえばこの型のものが連想されるほど有名な型である。目にあたる部分がイヌイットやエスキモーが雪中行動する際に着用する遮光器（スノーゴーグル）のような形をしていることからこの名称がつけられた（遮光器を付けた姿の表現ではなく、目の誇張表現と考えられている）。

## 概要
遮光器土偶は主に東北地方から出土し、縄文時代晩期のものが多い。一方で遮光器土偶を模倣した土偶は、北海道南部から関東・中部地方、更に近畿地方まで広がりがある。その特徴は上述の遮光器のような目に加え、大きな臀部、乳房、太ももと女性をかたどっていることである。また、胴部には紋様が施され、朱などで着色された痕跡があるものが多い。大型のものは中が空洞になっている。これは焼く際にひび割れをしないようにするためだと考えられている。
完全な状態で発見されることは稀で、足や腕など体の一部が欠損していたり、切断された状態で発見されることが多い。多産や豊穣を祈願するための儀式において、土偶の体の一部を切断したのではないかとも考えられている。また、切断面に接着剤としてアスファルトが付着しているものも多く、切断した部分を修理して繰り返し使用していたと考えられている。

## 主な作例
- 亀ヶ岡遺跡（青森県つがる市）出土土偶 - 重要文化財、東京国立博物館蔵[1]。
- 手代森遺跡（岩手県盛岡市）出土土偶 - 重要文化財、文化庁蔵（岩手県立博物館保管）。
- 恵比須田遺跡（宮城県田尻町）出土土偶 - 重要文化財、東京国立博物館蔵[2]。
- 泉沢貝塚（宮城県石巻市）出土土偶 - 宮城県指定有形文化財、東北歴史博物館蔵[3]。
- 石神遺跡（長野県）出土土偶 -長野県小諸市重要有形文化財 [4]。